# Бузок волосистий
Бузок волосистий (Syringa villosa) — кущова рослина, вид роду Бузок (Syringa) родини маслинові (Oleaceae).

## Ботанічний опис
Кущ заввишки до 4 м, густо вкритий листям. Пагони спрямовані вгору. Молоді гілки жовто-сірого кольору, однорічні часто покриті ніжними короткими волосками, які незабаром відпадають. Гілки дворічних рослин сіро-буро-жовті, голі.
Листок довжиною 1–1,5(2) см. Листова пластинка довгастої форми, звужується донизу і догори, довжиною 4–16 см і шириною 3,5–6 см, зверху гладка, зелена, знизу з розкиданими притиснутими білими волосками, розташованими головним чином навколо жилок, або практично гола, блідо-зеленого кольору.
Суцвіття (10)15–30 см в довжину, прямовисні, волотисті, вузько-пірамідальної або циліндричної форми, розташовані на кінці пагонів нинішнього року, з двома парами листя в нижній частині. Вісь суцвіття гола або бархатисто запушена, гілки оксамитові або рідко покриті довгими щетинистими волосками. Чашечка по довжині в 3–4 рази менше трубки віночка, без волосків, зеленуватого кольору, часто з війчастими краями. Зубці чашечки широкі, з тупим кінцем. Квітки рожево-фіолетові, запашні. Трубка віночка вузька, воронкоподібно розширюється догори, разом з відгином становить 1,4 см в довжину. Частки віночка на кінці ложкоподібні.
Коробочка тупувата або слабо загострена у верхній частині, довжиною до 1,7 см. Цвітіння відбувається в червні — липні. Плодоносить у другій половині липня — серпні.
Вид описаний з округи Пекіна. Тип у Данії.

## Екологія та застосування
Бузок волохатий культивується з 1855 року . Морозостійка, посухостійка рослина. Використовується в групових посадках і живоплотах для озеленення .
Поширений у Китаї — провінції Хубей і Шеньсі.
Використовується в селекційних програмах. В результаті схрещування бузку волохатого (Syringa villosa) і пониклого (Syringa reflexa) створена велика група зимостійких декоративних сортів об'єднаних під назвою Syringa × prestoniae . Одним з поширених сортів цієї групи є Syringa × prestoniae 'Miss Canada'.

## Класифікація
Вид Бузок волохатий (Syringa villosa) входить до роду Бузок (Syringa) родини Маслинові (Oleaceae).
|  |                 |  |                       |                       |                   |  | Ще 45 порядків покритонасінних (згідно з Системою APG II) | Ще 45 порядків покритонасінних (згідно з Системою APG II) |                                         |  |  |  | Ще 24 роди          | Ще 24 роди          |  |  |
|  |                 |  |                       |                       |                   |  | Ще 45 порядків покритонасінних (згідно з Системою APG II) | Ще 45 порядків покритонасінних (згідно з Системою APG II) |                                         |  |  |  | Ще 24 роди          | Ще 24 роди          |  |  |
|  |                 |  |                       | Відділ Покритонасінні |                   |  |                                                           |                                                           | Родина Маслинові                        |  |  |  |                     | Вид Бузок волохатий |  |  |
|  |                 |  |                       | Відділ Покритонасінні |                   |  |                                                           |                                                           | Родина Маслинові                        |  |  |  |                     | Вид Бузок волохатий |  |  |
|  | Царство Рослини |  |                       |                       | Порядок Губоцвіті |  |                                                           |                                                           | Рід Бузок                               |  |  |  |                     |                     |  |  |
|  | Царство Рослини |  |                       |                       |                   |  |                                                           |                                                           |                                         |  |  |  |                     |                     |  |  |
|  |                 |  | Ще близько 21 відділу | Ще близько 21 відділу |                   |  |                                                           | Ще 21 родина (згідно з Системою APG II)                   | Ще 21 родина (згідно з Системою APG II) |  |  |  | Ще близько 10 видів |                     |  |  |
|  |                 |  |                       | Ще близько 21 відділу |                   |  |                                                           |                                                           | Ще 21 родина (згідно з Системою APG II) |  |  |  |                     |                     |  |  |

## Галерея

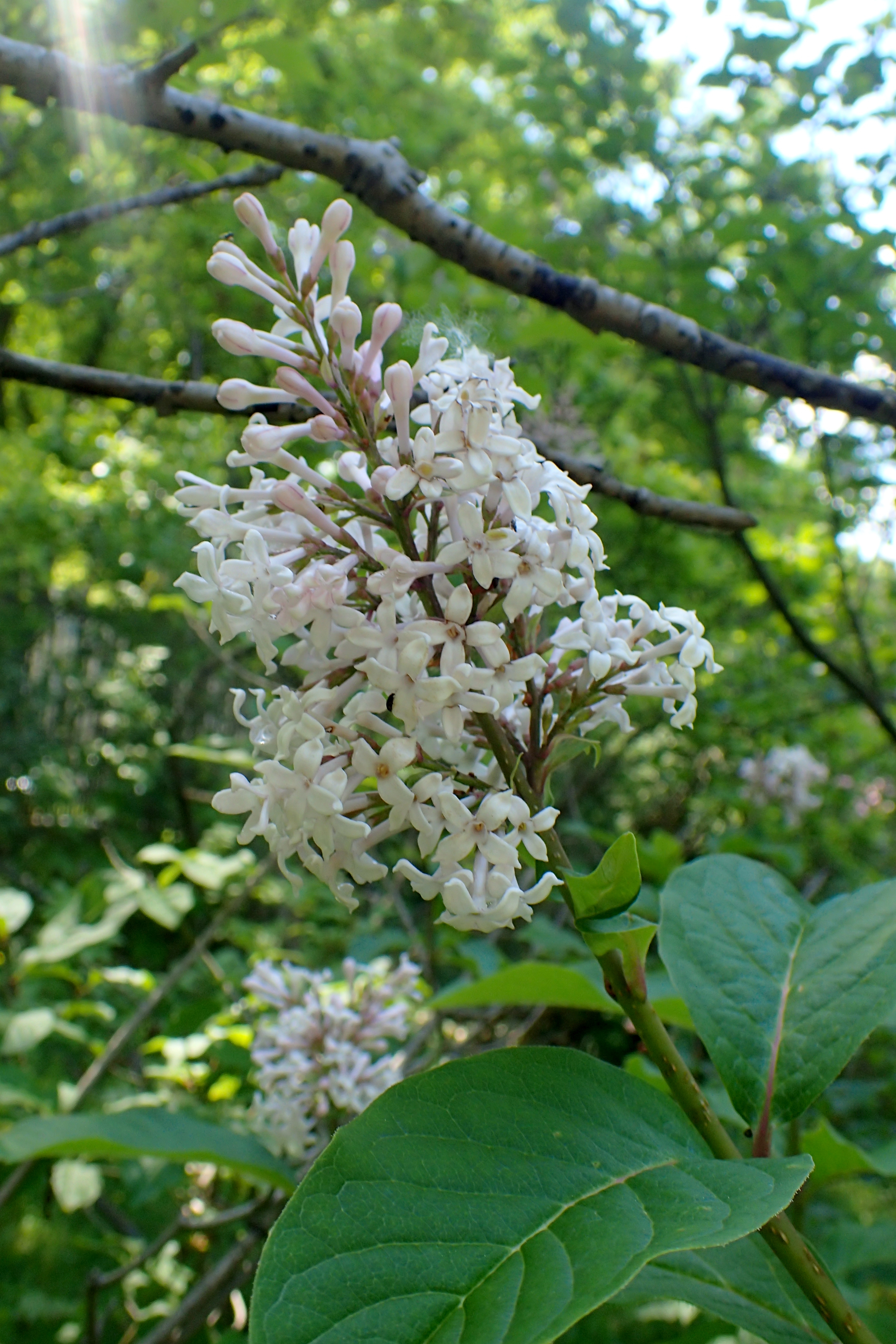
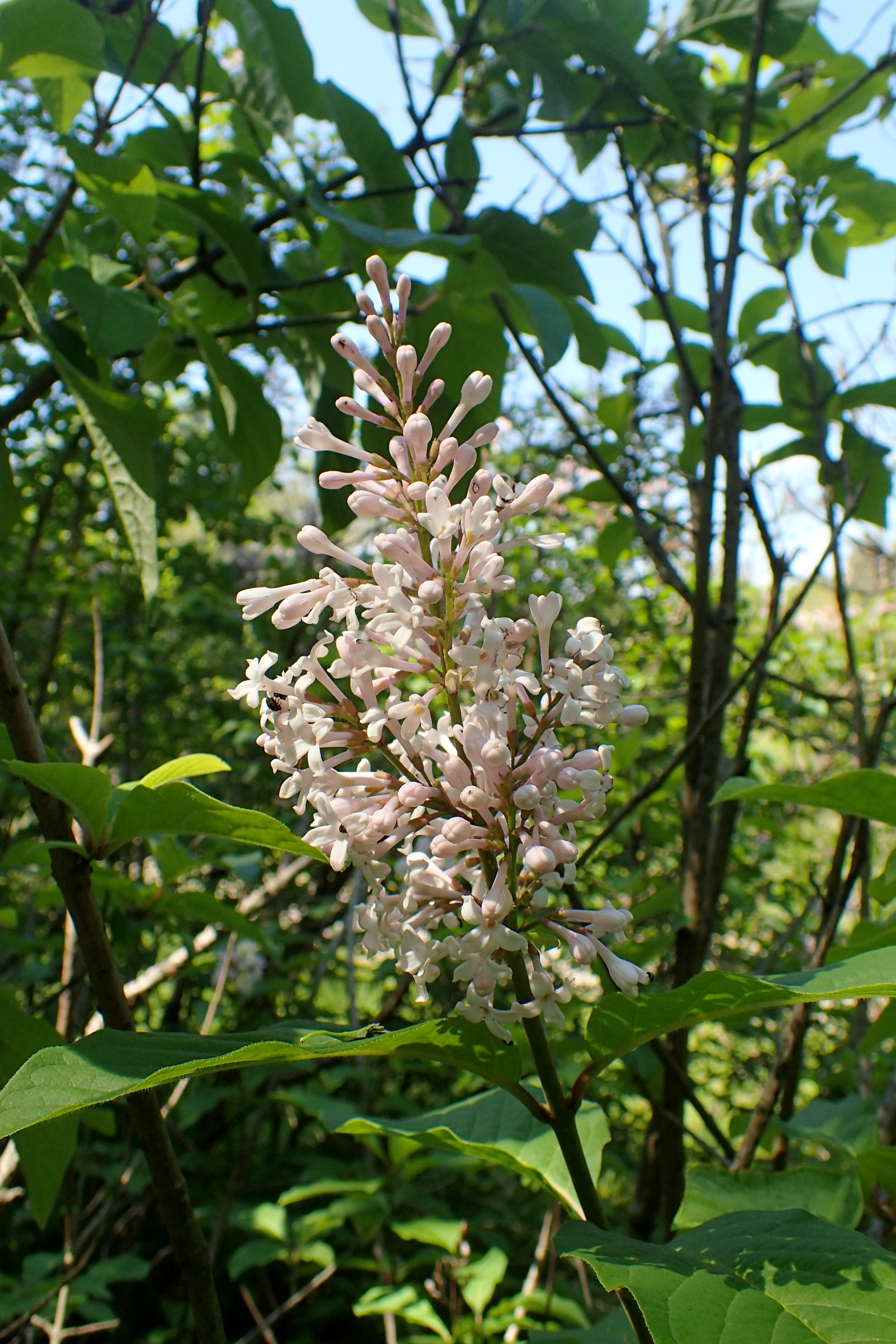
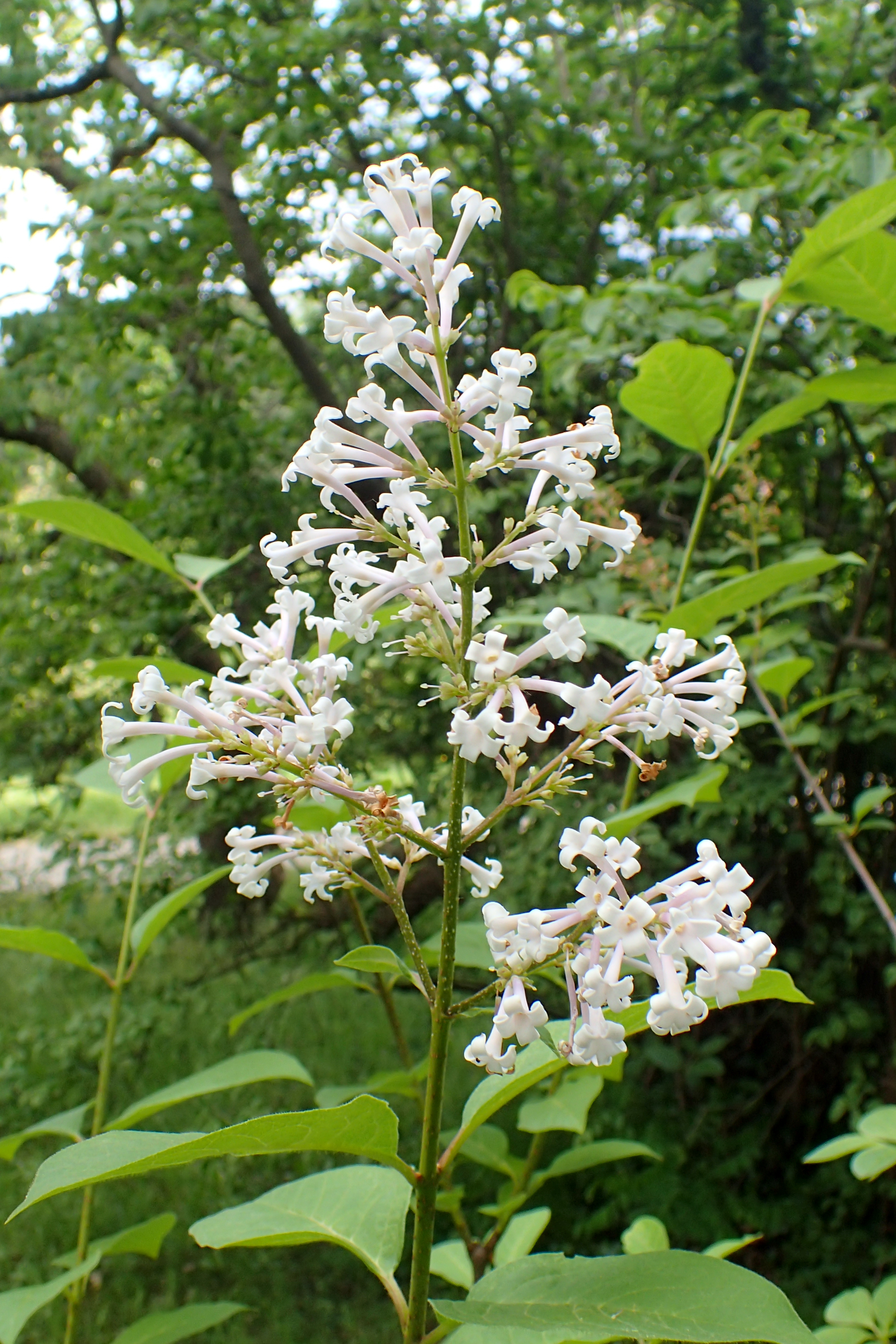
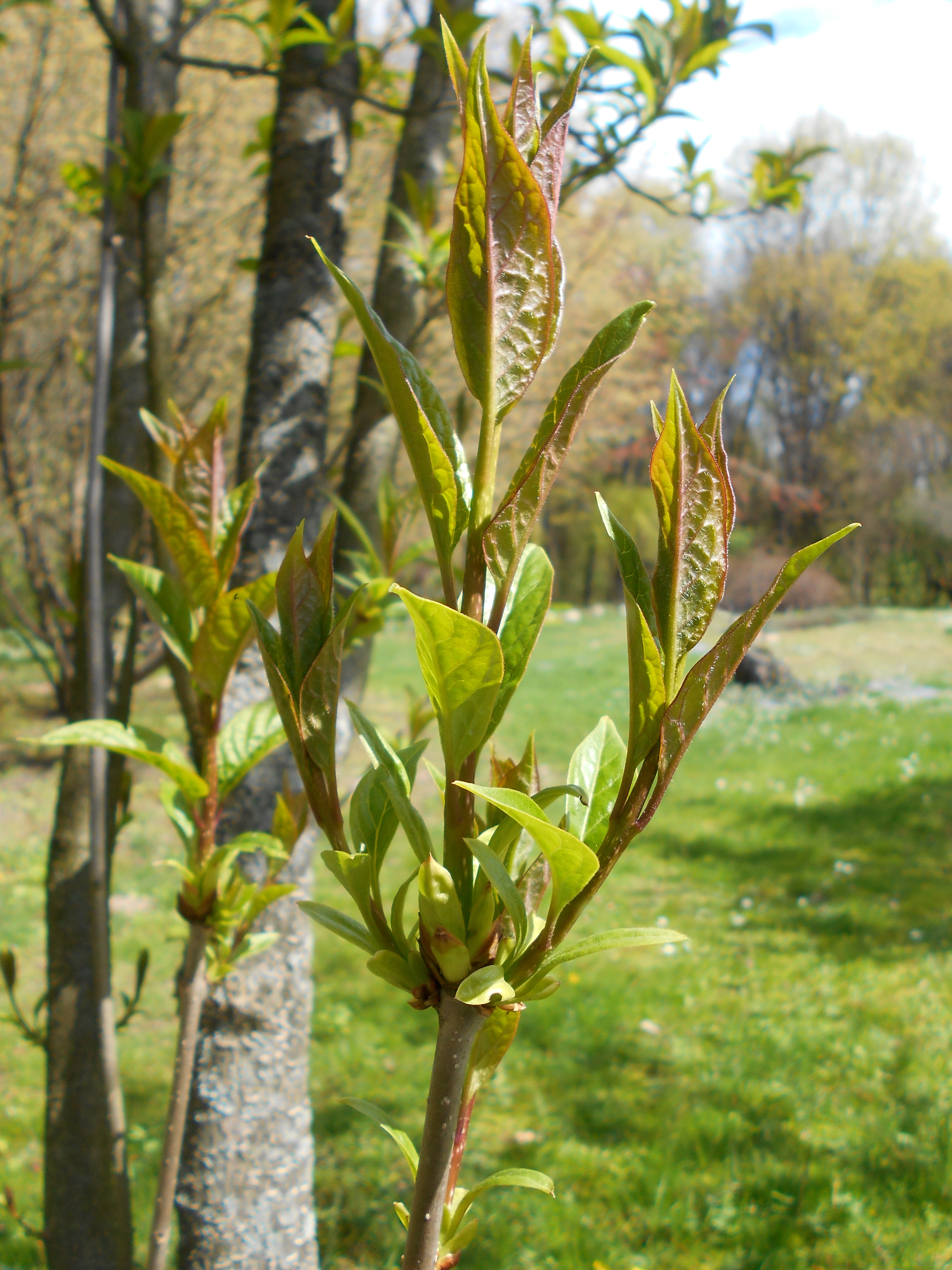